# Abwehrgruppe-109
Abwehrgruppe-109 – oddział rozpoznawczo-wywiadowczy Abwehry podczas II wojny światowej
Grupa została utworzona krótko przed atakiem wojsk niemieckich na ZSRR 22 czerwca 1941 r. Była podporządkowana Abwehrkommando-3. Działała na okupowanej Białorusi w pasie działania niemieckiej 9 Armii gen. Adolfa Straußa. Kadra niemiecka składała się m.in. z ppłk. Hansa O. Schimmela, mjr. Mikfeldta, mjr. Albrechta, mjr. Franza Franke. Do końca 1941 r. Abwehrgruppe zajmowała się przesłuchiwaniem sowieckich jeńców wojennych w celu uzyskania informacji o Armii Czerwonej i obiektach przemysłowych o charakterze wojskowym. Agenci byli początkowo werbowani spośród Białych Rosjan, a także Litwinów, Łotyszy i Estończyków. Od pocz. 1942 r. rozpoczął się werbunek agentury wśród jeńców wojennych z Armii Czerwonej osadzonych w obozach jenieckich na Białorusi, a także lokalnych mieszkańców. Po przejściu krótkiego kursu wywiadowczego z zakresu topografii i metod zbierania informacji agenci byli wykorzystywani na okupowanych terenach ZSRR lub przerzucani za linię frontu. Do marca 1943 r. Abwehrgruppe stacjonowała w Syczowce, potem przeniosła się na krótko do Smoleńska, zaś latem 1943 r. działała w rejonie Briańska. Na pocz. września tego roku powróciła do Smoleńska, a następnie rozmieściła się w Bobrujsku. W lutym 1944 r. Abwehrgruppe rozwiązano.